# ۱۷۴ (پیش از میلاد)
۱۷۴ (پیش از میلاد) ۱۷۴مین سال قبل از تقویم میلادی است.